# Fátin Hamámaová
Fátin Hamámaová (arabsky) فاتن حمامة, rodným jménem Faten Ahmed Hamama (27. května 1931, Al-Mansura, Egypt – 17. ledna 2015, Káhira, Egypt) byla egyptská filmová producentka a filmová a televizní herečka.

## Život

### Mládí a studia
Narodila se v roce 1931, jako druhé ze čtyř dětí Ahmeda Hamámy, úředníka egyptského Ministerstva školství. Kromě staršího bratra, měla ještě mladší sestru a mladšího bratra; matka byla v domácnosti. Zájem o film v ní v dětství probudil snímek s libanonskou herečkou Assií Dagherovou, který zhlédla se svým otcem. Od té doby snila o tom, že se stane herečkou. Ke splnění tohoto snu jí pomohlo, když vyhrála soutěž o nejkrásnější dítě v Egyptě. Otec poslal její fotografii režisérovi a průkopníkovi egyptské kinematografie, Mohammedu Karimovi, který hledal dítě do svého filmu A Happy Day. Roli dostala a v devíti letech si zahrála se známým egyptským zpěvákem, hudebníkem a hercem Mohammedem Abdelem Wahabem. Film byl úspěšný a režisér jí nabídl role v dalších filmech. Aby mohla rozvíjet svůj talent, odstěhovala se rodina do Káhiry, kde Fátin začala v roce 1946 studovat herectví na Vyšší herecké škole.

### Kariéra
V roce 1954 si zahrála s Omarem Sharifem ve filmu režiséra Jusúfa Šáhína Ṣira‘ Fī al-Wādī (v angličtině uváděném jako Struggle in the Valley nebo The Blazing Sun), který byl v témže roce uveden na Filmovém festivalu v Cannes a v roce 1996 byl součástí výběru 150 nejlepších egyptských inscenací století. V roce 1960 si oba zahráli ve filmové adaptaci románu Anna Kareninová Lva Nikolajeviče Tolstého, Nahr al-Hob (angl. The River of Love). V roce 1963 získala roli v kriminálním filmu Cairo, který natočil v Hollywoodu německý režisér Wolf Rilla.
Fátin byla zastáncem revoluce v roce 1952 a nesouhlasila s represivním vojenským režimem. V důsledku toho jí bylo zakázáno cestovat nebo se zúčastňovat filmových festivalů. V roce 1966 opustila Egypt a žila v Bejrútu
a v Londýně. Do Egypta se vrátila až po smrti prezidenta Gamála Násira, v roce 1971.
Filmová kariéra Fátin Hamámaové měla svůj vrchol v 50. až 70. létech 20. století. Hrála v řadě egyptských romantických filmů i hudebních komedií, ale ztvárnila také role vážnějšího charakteru ve filmech s tematikou sociální nerovnosti a postavení žen v arabské společnosti. Nejvážnější z nich byla role ve filmu z roku 1974 Oridu Hallan (angl. I Want a Solution), který se zabýval právem žen na rozvod. Po uvedení filmu, egyptská vláda zrušila zákon, který zakazoval manželkám požádat o rozvod.
V devadesátých letech se již přestala objevovat ve filmu, ale v roce 2000 se jako herečka vrátila na televizní obrazovky, kde až do roku 2007 hrála v divácky úspěšných televizních minisériích, zabývajících se společenskými problémy v Egyptě i na Středním východě.
Zemřela v Káhiře 17. ledna 2015 ve věku 83 let.

### Osobní život
V roce 1947 se provdala za režiséra melodramatických filmů Ezzel Dine Zulficara, se kterým měla dceru Nadiu. V roce 1954 se při filmování zamilovala do začínajícího herce Michela Chalhouba. Aby se mohli vzít, Fátin se rozvedla, Michela Chalhoub konvertoval k islámu a přijal arabské jméno 'Umar al-Sharif, pod jehož upravenou podobou Omar Sharif je známý ve filmovém světě. V manželství, které trvalo dvacet let, se jim narodil syn Tarík. Pro značné pracovní vytížení a smlouvy, které vázaly Omara Sharifa k Hollywoodu, žili manželé od roku 1968 odděleně a v roce 1974 se rozvedli. Po rozvodu se Fátin provdala za egyptského lékaře.

## Filmografie (výběr)

### Filmy

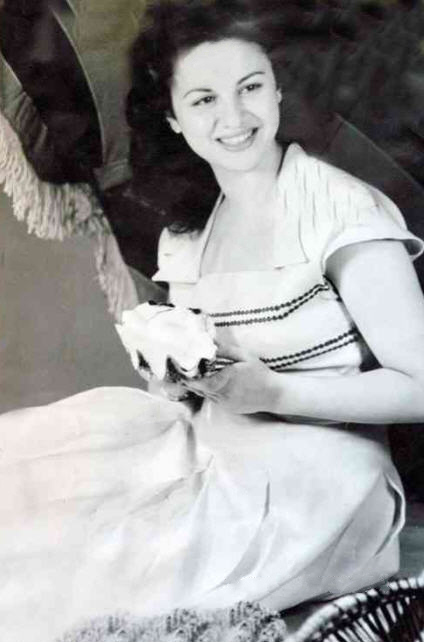
Fátin Hamámaová (cca 1950)

- 1940 : Yawm Said (Happy Day) – Aneesa
- 1949 : Sitt al-Bayt (Lady of the House) – Elham
- 1951 : Ibn al-Nile (Son of the Nile) – Zebaida
- 1951 : Ana al-Madi (I'm The Past) – Elhamina dcera
- 1952 : Al-Manzel Raqam 13 (House Number 13) – Nadia
- 1954 : Sira' Fi al-Wadi (Struggle in the Valley) – Amal
- 1956 : Sira' Fi al-Mina (Struggle in the Pier) – Hamedah
- 1959 : Bayn al-Atlal (Among the Ruins) – Mona
- 1960 : Nahr al-Hob (River of Love) – Nawal
- 1963 : Cairo – Amina
- 1965 : Al-'Itriaf (The Confession) – Nawal
- 1988 : Yawm Mur Yawm Hilw (Sweet Days.. Bitter Days) – Aisha
- 1993 : Ard al-Ahlam (Land of Dreams) – Nargis

### TV minisérie a TV film
- 1991 : Dameer Ablah Hikmat (Miss Hikmat's Conscience) – Hikmat
- 2000 : Wajh al-Qamar (Face of the Moon) – Ibtisam al-Bostany
- 2007 : Wazeerah 'ala al-Ma'ash (A Retired Minister)

## Ocenění
Za svůj přínos egyptské kinematografii i kinematografii v arbsky mluvícím světě, získala Fátin Hamámaová řadu ocenění a nominací na filmové ceny. První ocenění získala v roce 1951 na Filmovém festivalu v Cannes za roli ve filmu Ana al-Madi (I'm The Past), který pak uvádělo i egyptské katolické filmové centrum. Následovalo mnoho různých ocenění za nejlepší ženský herecký výkon na národních i mezinárodních filmových festivalech (Jakarta – 1963, Teherán – 1972, Moskva – 1973, Kartágo – 1988). V roce 1993 byla za celoživotní dílo oceněna na Středozemním filmovém festivalu v Montpellier (Montpellier Mediterranean Film Festival) a na Mezinárodním filmovém festivalu v Dubaji v roce 2009. V roce 1999 obdržela též titul Ph.D. na americké univerzitě v Káhiře (American University in Cairo) a v roce 2013 čestný doktorát na americké univerzitě v Bejrútu. V roce 2000 ji sdružení egyptských filmových kritiků zvolilo za "hvězdu století".
Kritika ji oceňovala nejen jako umělkyni, ale i za její angažovanost v politice a zásluhy o zlepšení sociálního postavení žen v egyptské společnosti.

### Řády
- 1953 : Řád (Decoration of Creativity of First Degree) libanonského ministerského předsedy Chálida Šihába
- 1965 : Řád (Decoration of the Republic of First Degree for Art) egyptského prezidenta Gamála Násira
- 1976 : Řád (Decoration of the State of the First Order) egyptského prezidenta Anvara as-Sádáta
- 2001 : Řád (Decoration of the Cedar) libanonského prezidenta Émile Lahouda
- 2001 : Řád (Decoration of Intellectual Competence) marockého krále Muhammada VI.